# الاحتلال الألماني لبلجيكا خلال الحرب العالمية الثانية

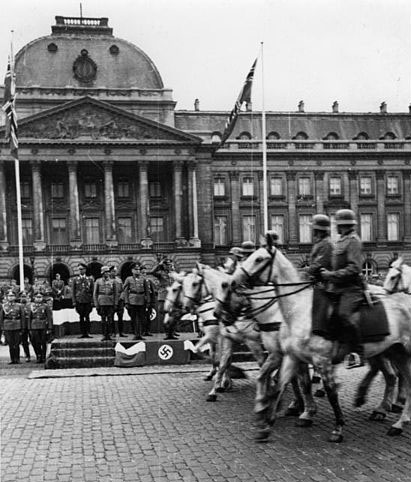
موكب من سلاح الفرسان الألمان يطل على القصر الملكي في بروكسل بعد فترة قصيرة من الغزو، مايو 1940.

الاحتلال الألماني لبلجيكا ( (بالفرنسية: Occupation allemande)، (بالهولندية: Duitse bezetting) خلال الحرب العالمية الثانية بدأت في 28 مايو 1940 عندما استسلم الجيش البلجيكي للقوات الألمانية واستمر حتى تحرير بلجيكا من قبل الحلفاء الغربيين بين سبتمبر 1944 وفبراير 1945. كانت هذه هي المرة الثانية التي تحتل فيها ألمانيا بلجيكا في أقل من ثلاثين عامًا.
بعد نجاح الغزو، تم إنشاء إدارة عسكرية في بلجيكا، مما جعل الإقليم يخضع لحكم الفيرماخت المباشر. تم أسر الآلاف من الجنود البلجيكيين كأسرى حرب، ولم يتم إطلاق سراح الكثير منهم حتى عام 1945. قامت الإدارة الألمانية بتنفيذ الأهداف المتمثلة في الحفاظ على النظام مع استخراج المواد من المنطقة من أجل المجهود الحربي. وقد ساعدتهم الخدمة المدنية البلجيكية، التي اعتقدت أن التعاون المحدود مع المحتلين سيؤدي إلى أقل الأضرار التي تلحق بالمصالح البلجيكية. تعاونت الأحزاب الفاشية البلجيكية في كل من فلاندرز والونيا، التي تأسست قبل الحرب، بشكل أكثر نشاطًا مع المحتلين؛ لقد ساعدوا في تجنيد البلجيكيين في الجيش الألماني. تم تقنين المواد الغذائية والوقود بإحكام، وتمت مراقبة جميع الأخبار الرسمية عن كثب. تعرض المدنيون البلجيكيون الذين يعيشون بالقرب من أهداف محتملة مثل تقاطعات السكك الحديدية لخطر القصف الجوي.
من عام 1942، أصبح الاحتلال أكثر قمعية. عانى اليهود من الاضطهاد والترحيل المنهجي إلى معسكرات الاعتقال. على الرغم من الاحتجاج الشديد، قام الألمان بترحيل المدنيين البلجيكيين للعمل في مصانع في ألمانيا. وفي الوقت نفسه، توسعت المقاومة البلجيكية، التي تشكلت في أواخر عام 1940، بشكل كبير. من عام 1944، حصلت شوتزشتافل والحزب النازي على سيطرة أكبر في بلجيكا، خاصة بعد أن تم استبدال الحكومة العسكرية في يوليو من قبل الإدارة المدنية النازية ورايخسوميسار بلجيكا وشمال فرنسا. في سبتمبر 1944، وصلت قوات الحلفاء إلى بلجيكا وانتقلت بسرعة عبر البلاد. في كانون الأول (ديسمبر) الماضي، تم دمج الإقليم بحكم القانون في الرايخ الألماني الكبير. تم إعلان تحرير بلجيكا بالكامل في فبراير 1945. في المجموع، قُتل 40.690 بلجيكيًا، أكثر من نصفهم من اليهود، أثناء الاحتلال، كما انخفض الناتج المحلي الإجمالي للبلاد قبل الحرب بنسبة 8٪.

## خلفية

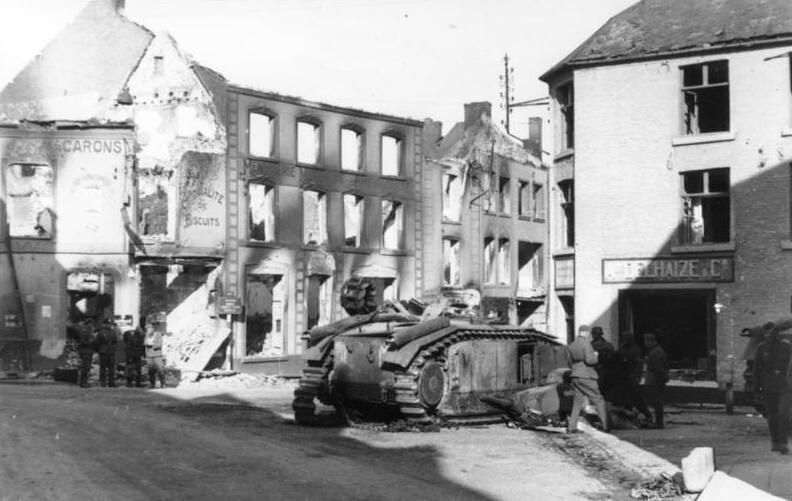
أضرار الحرب في بلدة والون بومونت التي تكبدتها خلال القتال في مايو 1940

اتبعت بلجيكا سياسة الحياد منذ استقلالها في عام 1830، وتجنبت بنجاح أن تصبح عدوانية في الحرب الفرنسية البروسية (1870-1871). في الحرب العالمية الأولى، غزت الإمبراطورية الألمانية بلجيكا. خلال الاحتلال الذي تلا ذلك، شجع الحلفاء العمال البلجيكيين على مقاومة المحتلين من خلال عدم الامتثال، مما أدى إلى أعمال انتقامية واسعة النطاق ضد المدنيين البلجيكيين من قبل الجيش الألماني. 
مع تصاعد التوترات السياسية في السنوات التي سبقت الحرب العالمية الثانية، أعلنت الحكومة البلجيكية مرة أخرى عزمها على البقاء محايدًا في حالة الحرب في أوروبا.  أعيد تنظيم الجيش ليصبح قوة دفاعية وتركت البلاد العديد من المعاهدات العسكرية الدولية التي انضمت إليها في أعقاب الحرب العالمية الأولى.  بدأ البناء من الدفاعات في شرق البلاد. عندما أعلنت فرنسا وبريطانيا الحرب على ألمانيا في سبتمبر 1939، بقيت بلجيكا محايدة تمامًا بينما كانت تعبئ احتياطياتها. 
دون سابق إنذار، غزا الألمان بلجيكا في 10 مايو 1940. خلال معركة بلجيكا، واستسلم الجيش البلجيكي في 28 مايو.  هربت الحكومة إلى فرنسا، ثم المملكة المتحدة، لتأسيس حكومة رسمية في المنفى تحت قيادة رئيس الوزراء ما قبل الحرب هوبير بيرلو .  كانوا مسؤولين عن تشكيل قوة عسكرية صغيرة مؤلفة من القوات البلجيكية والاستعمارية، والمعروفة باسم القوات البلجيكية الحرة والتي قاتلت كجزء من قوات الحلفاء. 

## الإدارة والحكم

### ليوبولد الثالث

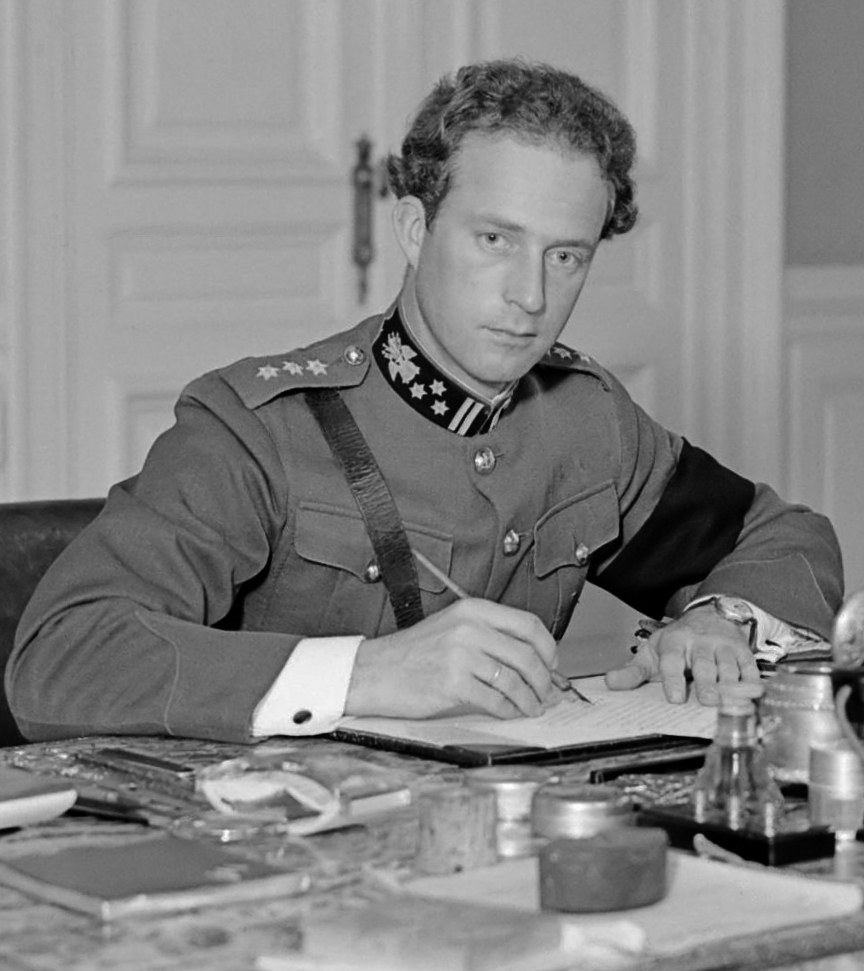
ليوبولد في عام 1934 بعد توليه العرش

أصبح ليوبولد الثالث ملكًا للبلجيكيين في عام 1934، بعد وفاة والده، ألبرت الأول، في حادث تسلق الجبال. كان ليوبولد أحد أهم الدعاة للحياد السياسي والعسكري البلجيكي قبل الحرب. بموجب الدستور البلجيكي، لعب ليوبولد دورًا سياسيًا مهمًا، وشغل منصب القائد الأعلى للجيش وقاد شخصيًا الجيش البلجيكي في مايو 1940. 
في 28 مايو 1940، استسلم الملك للألمان إلى جانب جنوده.  وهذا ينتهك الدستور، لأنه يتناقض مع أوامر وزرائه، الذين يريدون منه أن يحذو حذو الملكة الهولندية فيلهلمينا والفرار إلى فرنسا أو إنجلترا لحشد المقاومة. رفضه مغادرة بلجيكا قوض شرعيته السياسية في نظر العديد من البلجيكيين واعتبر علامة على دعمه للنظام الجديد.  وقد استنكره رئيس الوزراء البلجيكي، هوبير بيرلوت، وأعلن أنه «غير قادر على السيطرة» على الحكومة في المنفى. 

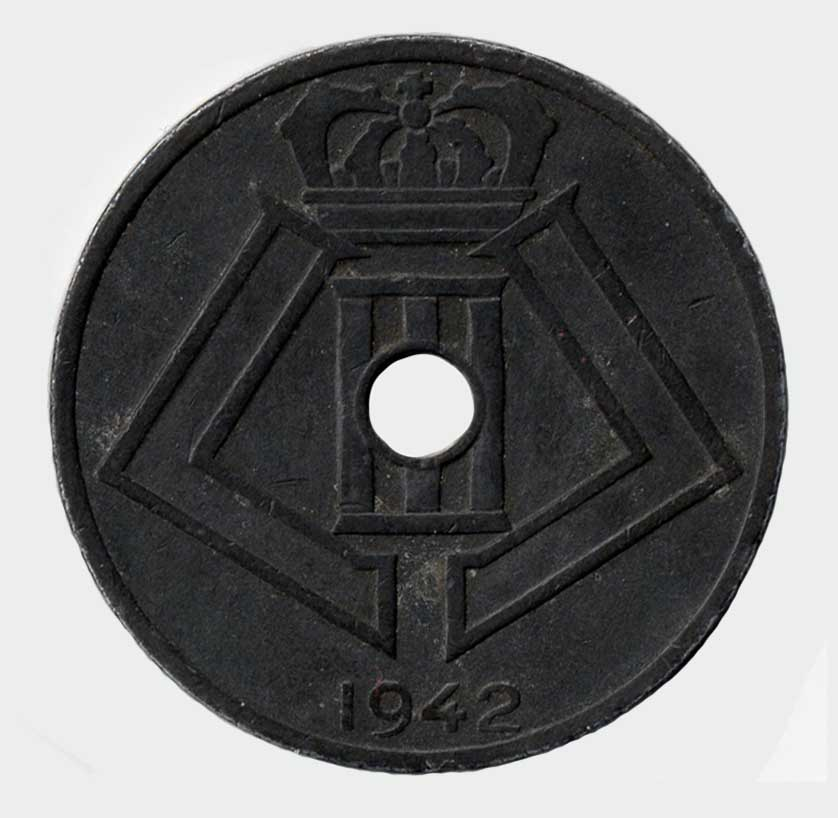
قطعة معدنية بلجيكية تحمل حرف واحد من ليوبولد الثالث، تم سكها أثناء الاحتلال.

كان ليوبولد حريصًا على إيجاد تسوية مع ألمانيا في عام 1940، على أمل أن تظل بلجيكا كدولة موحدة وشبه حكم ذاتي داخل أوروبا التي يهيمن عليها الألمان.  كجزء من هذه الخطة، في نوفمبر 1940، زار ليوبولد أدولف هتلر، الفوهرر الألماني، في بيرشتسجادن للمطالبة بإطلاق سراح أسرى الحرب البلجيكيين.  لم يتم التوصل إلى اتفاق وعاد ليوبولد إلى بلجيكا. وقد غذى هذا الاعتقاد بأن ليوبولد، الذي أعرب عن آراء معادية للسامية قبل الحرب، كان يتعاون مع النازيين بدلاً من الدفاع عن مصالح بلاده. 

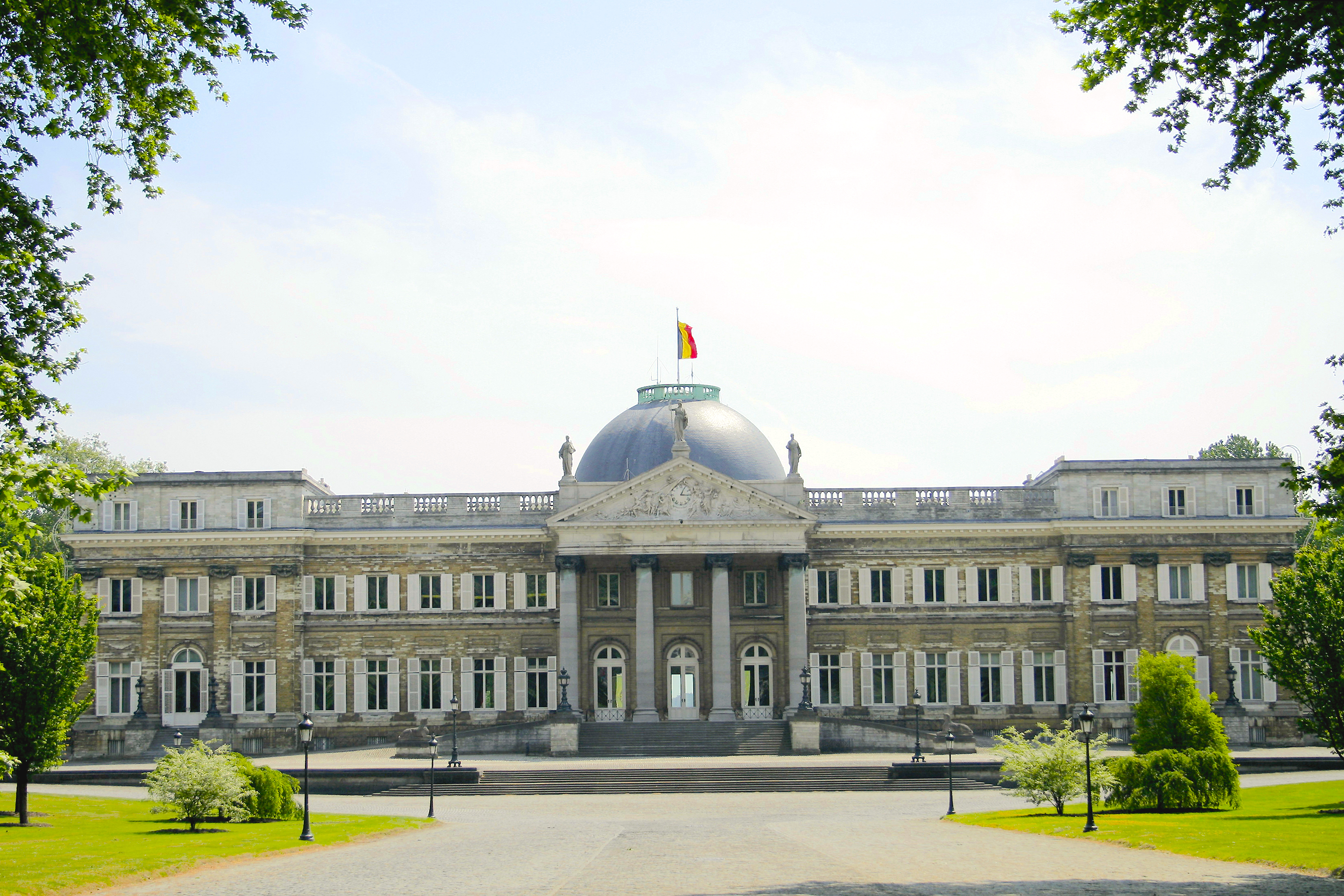
منظر حديث لقصر لايكين الملكي، حيث تم سجن ليوبولد أثناء الاحتلال

بالنسبة لبقية الحرب، تم احتجاز ليوبولد تحت الإقامة الجبرية في قصر لايكين.  في عام 1941، بينما كان لا يزال مسجونا، تزوج من ماري ليليان بايلز، مما قوض شعبيته لدى الجمهور البلجيكي،  على الرغم من موقفه، ظل بارزًا في الأراضي المحتلة، واستمرت العملات المعدنية والطوابع في حمل صورته.  وأثناء سجنه، أرسل خطابًا إلى هتلر في عام 1942 يعزى إليه إنقاذ ما يقدر بنحو 500000 من النساء والأطفال البلجيكيين من الترحيل القسري إلى مصانع الذخائر في ألمانيا.  في يناير 1944، تم نقل ليوبولد إلى ألمانيا حيث بقي لبقية الحرب. 
على الرغم من موقفه، ظل ليوبولد رئيسًا لحركات المقاومة اليمينية، وقد صورته دعاية الحلفاء على أنه شهيد، تقاسم مصيره بلاده.  محاولات الحكومة في المنفى لملاحقة ليوبولد للانشقاق إلى جانب الحلفاء لم تنجح؛ رفض ليوبولد باستمرار دعم الحلفاء علنًا أو إدانة الأعمال الألمانية مثل ترحيل العمال البلجيكيين.  بعد الحرب، أثارت المزاعم القائلة بأن استسلام ليوبولد كان عملاً تعاونياً أزمة سياسية حول ما إذا كان بإمكانه العودة إلى العرش؛ المعروف باسم السؤال الملكي. بينما صوتت الأغلبية في مارس 1950 لصالح عودة ليوبولد إلى بلجيكا كملك، استقبلت عودته في يوليو 1950 باحتجاجات واسعة النطاق في والونيا وإضراب عام تحول إلى مجزرة عندما فتحت الشرطة النار على المحتجين، مما أسفر عن مقتل أربعة في 31 يوليو. في اليوم التالي، أعلن ليوبولد اعتزامه التنازل لصالح ابنه بودوان، الذي أدى اليمين الدستورية أمام البرلمان البلجيكي في 11 أغسطس 1950. تنازل ليوبولد رسمياً في 16 يوليو 1951، وصعد بودوين العرش وأدى اليمين الدستورية مرة أخرى في اليوم التالي.